# Tomio Kondō
Pour les articles homonymes, voir Kondō.
Tomio Kondō (近藤 福雄, Kondō Tomio, 1900-1957) est un photographe japonais amateur originaire de l'île de Sado dans la mer du Japon et qu'il a abondamment photographié.

## Biographie
Yomio Kondō naît le 24 janvier 1900 dans une famille de propriétaires terriens du village de Kanazawa (ensuite partie de Kanai, qui à son tour est fusionné au sein de la ville de Sado). Il commence avec un appareil photo à 18 ans, tandis qu'il éprouve également un vif intérêt pour l'archéologie. Kondō photographie des paysages et une grande diversité de mode de vie sur l'île, ainsi que les personnalités des cercles littéraires et artistiques du continent qui viennent visiter l'île au cours des débuts de l'industrie touristique de Sado. Il se finance en mettant graduellement à la vente des terrains appartenant à la famille.
Kondō tient à se garder au fait des dernières nouvelles sur l'île. Il aide à mettre en place le musée Sado (佐渡博馆), Sado Hakubutsukan), dont il devient un syndic, ainsi que des organismes voués à la marche en montagne et à la botanique.
Kondō laisse une collection d'environ 8 840 plaques photographiques à sa mort le 15 novembre 1957. Celles-ci sont acquises par la compagnie de bus Niigata Kōtsū (新潟交通) qui les offre au musée de Sadomais elles restent peu connues jusqu'en 1979, lorsque Haruo Tomiyama (lui-même photographe notable de Sado) et d'autres en ont connaissance. Quatre ans plus tard, elles font la couverture d'Asahi Camera, et grâce à l'effort de Tomiyama et d'autres, elles sont exposées à Sado et font l'objet d'une anthologie en deux volumes. Les photographies bénéficient ensuite d'une certaine exposition dans les médias d'intérêt général, par exemple, le 17 août 1995 de la part de la revue Serai サライ (),Saraï, qui leur consacre un reportage sur six pages.
La ville de Sado a récemment fondé un concours de photographie en l'honneur de Kondō.

## Ouvrages consacrés à l’œuvre de Kondō
- (ja) Sado (佐渡?). wanami Shashin Bunko 73. Tokyo : Iwanami Shoten, 1952. Kondō est répertorié comme l'un des deux photographes individuels[2] qui photographient le contenu avec trois organisations.
- (ja) Sado mangekyō (佐渡万華鏡?), ed. Haruo Tomiyama. Matsumoto : Kyōdo Shuppansha (郷土出版社?), 1994.  (ISBN 4-87663-264-2). Grande anthologie de photographies de l'île Sado par Tomio Kondō, montrant la vie de famille, l'agriculture, le tourisme, les nouvelles technologies, spectacles populaires, etc. Le titre signifie Sado kaleidoscope[3]
- (ja) Sado shashinchō (佐渡写真帖?), ed. Hisao Kondō (近藤 寿雄?) et Kinzō Isobe (磯部欣三?). Matsumoto: Kyōdo Shuppansha (郷土出版社?), 2000.  (ISBN 4-87663-489-0).

## Sources
- (ja) Nihon no shashinka (日本の写真家?) / Biographic Dictionary of Japanese Photography. Tokyo : Nichigai Associates, 2005.  (ISBN 4-8169-1948-1). Malgré le titre alternatif en langue anglaise, tout le texte est en japonais.
- (ja) Nihon shashinka jiten (日本写真家事典?) / 328 Outstanding Japanese Photographers. Kyoto: Tankōsha, 2000.  (ISBN 4-473-01750-8).
- (ja) Sado 1918-1949 (佐渡1918～1949?). Asahi Camera, décembre 1983. pp. 15,46. Recueil d’œuvres de Kondō.
- (ja) Shashinshū o yomu: Besuto 338 kanzen gaido (写真集を読む：ベスト338完全ガイド?), Reading photobooks : A complete guide to the best 338). Tokyo : Metarōgu, 1997.  (ISBN 4-8398-2010-4). Sado mangekyō is written up.